# Maritieme Academie Harlingen
De Maritieme Academie Harlingen, voorheen bekend als  Noordzee College Harlingen en in de volksmond vaak Zeevaartschool genoemd, is een onderdeel van de Noordzee onderwijs groep in Harlingen. De Noordzee Onderwijs Groep is in 2007 gefuseerd tot de Dunamare Onderwijsgroep. Op deze academie kunnen kinderen al vanaf dat ze de basisschool hebben afgemaakt naar deze academie om opgeleid te worden, om te kunnen werken in de Rijn-, binnen-, kustvaart en zeevaart
De school heeft drie opleidingsschepen: de Emeli, Prinses Maxima met een duwbak genaamd Prinses Amalia en de Union. De school deelt alle drie de schepen met een andere school.
Door Harlingers worden de leerlingen van de school ook wel "Zeebaby's" genoemd.

## Geschiedenis
In 1958 werd in Harlingen de Oranje Nassauschool geopend, een Dagnijverheidsschool voor de kust-, Rijn- en binnenvaart. De eerste directeur van de school was de heer J.F. Swarts. De school kan als een voortzetting van de oude zeevaartschool, die in 1934 werd opgeheven, worden gezien. In het begin was het een tweejarige opleiding, dit werd in 1966 met de invoering van de Mammoetwet verlengd tot drie jaar. In 1974 werd het een vierjarige opleiding.
Harlingen werd als vestigingsplaats gekozen omdat het een havenstad is en bovendien beschikte over de nodige gebouwen. De school was door de jaren heen in verschillende gebouwen gehuisvest, onder meer in het gebouw van de voormalige zeevaartschool. Voorwaarde was dat er een internaat bij de school kwam. Hiervoor werd plaats geschapen in het oude weeshuis. De leerlingen sliepen in dit onderkomen nog lange tijd op slaapzalen, eerst met zijn allen (dus leerlingen van alle jaren) op dezelfde slaapzaal, later zouden alleen de eerste en tweede jaars op een slaapzaal slapen. Deze situatie bleef in stand tot de overgang naar een nieuw gebouw, waar de leerlingen met z'n drieën op een kamer zouden slapen. De capaciteit van het internaat was in de jaren 120 leerlingen.
Rond 1995 lukte het de school mede door een nieuw ingevoerde wet amper nog om genoeg leerlingen te vinden. De nieuwe wet verplichtte schepen langer dan 86 meter een gediplomeerde matroos aan boord te hebben. Het aantal vacatures in de binnenvaart was daardoor in korte tijd enorm gestegen. In hetzelfde jaar beloofde de  toenmalige staatssecretaris Tineke Netelenbos dat er geld vrij zou komen voor de verhuizing van de school en de nieuwbouw van het internaat naar het gebouw van de voormalige RSG Simon Vestdijk. Voor de verhuizing die in 1997 plaatsvond werd een bedrag van 2,6 miljoen gulden geïnvesteerd.
Er brak daarna een periode van bloei aan voor de school. Mede door samenwerking met andere instituten, waardoor er nieuwe opleidingen geboden konden worden, moesten er twee noodlokalen bij worden gebouwd. In 2002 werd er in samenwerking met het ROC NOVA voor het eerst sinds 1934 zelfs weer een zeevaartopleiding geboden in Harlingen. Vanaf 2004 maakte de school onderdeel uit van de Noordzee Onderwijs Groep. Deze groep bestond uit negen samenwerkende scholen, de school in Harlingen ging vanaf dat jaar verder onder de naam Maritieme Academie Harlingen.
In 2005 werd bekend dat de school weer naar een nieuw te bouwen gebouw zou verhuizen. In de oude RSG zal dan huisvesting worden geboden aan de vierdejaars leerlingen. Het verschil met het oude internaat is dat leerlingen hier meer zelfstandig zullen wonen. In 2006 werd met de bouw  begonnen. De bouw bleek een miljoen meer te kosten dan oorspronkelijk de bedoeling was. De gemeente nam de extra kosten op zich, waardoor van het bedrag van in totaal 5 miljoen euro 3.375.000 euro door de gemeente werd betaald. Een jaar later kon de "Prinses Maxima", een 86 meter lang opleidingsschip, in de vaart worden genomen. Het vorige opleidingsschip, de "Prinses Christina", dateerde van 1963.
In 2007 was er opnieuw een fusie; de Noordzee Onderwijs Groep en twee andere onderwijsinstellingen vormden de Dunemare Onderwijsgroep. De fusie gold echter alleen voor de vmbo-tak van de school, het mbo werd elders onder gebracht.
De school die toen inmiddels vijftig jaar oud was, kon in 2007 het nieuwe schoolgebouw in gebruik nemen. Het gebouw, enigszins gevormd als schip, werd plechtig gedoopt met een fles champagne door de drie jongens die de hoofdrol vertolken in de film De scheepsjongens van de Bontekoe. In 2008 werd de huisvesting voor 64 leerlingen in de oude school geopend. Het monumentale karakter van het gebouw is bij de verbouwing intact gebleven.
De school was eerder onderdeel geweest van het KOFS, Koninklijk Onderwijsfonds voor de Scheepvaart. Destijds waren er drie opleidingsschepen aanwezig: de Christina, de Irene en de Beatrix.

## VMBO op it Wetter
VMBO op it Wetter is een documentaire die gemaakt werd door Omrop Fryslân in samenwerking met de NPS. Vijf leerlingen werden gevolgd met camera's. De bedoeling van de documentaire was te laten zien hoe 200 leerlingen met elkaar wonen en leren en dat vmbo ondanks de vele kritiek ook best een succes kan zijn.

## Puberruil
In 2007 werd een aflevering van Puberruil, een programma van de KRO, in de uitzending ruilen Sheryl en Sarah, leerling op de Maritieme Academie Harlingen, vijf dagen van leven. Sheryl brengt een deel van die tijd door op de school in Harlingen, waardoor zij en vele anderen in Nederland, kennis maakt met het leven op het internaat.

## Opleidingen
- vmbo (matroos)
- mbo

- Maritiem Officier alle schepen (nautisch) (niveau 4)
- Maritiem Officier alle schepen (technisch) (niveau 4)
- Maritiem Officier kleine schepen (nautisch) (niveau 4)
- Maritiem Officier kleine schepen (technisch) (niveau 4)
- Kapitein Binnenvaart (niveau 4)
- Schipper Binnenvaart (niveau 3)
- leerwegondersteunend onderwijs
- Leerwerktraject
- Stuurman/schipper (niveau 3)
- kapitein (niveau 3)
- stuurman/werktuigkundige kleine schepen (zeevaart) (niveau 3)
- avondopleiding (Groot vaarbewijs/Grootzeilbewijs/Basiscertificaat marifonie/Klein vaarbewijs/Kustnavigatie/motoren cursus).